# 圣十字堂 (阿勒颇)
圣十字堂（羅馬化：Sourp khach，阿拉伯语：‎）是一座亞美尼亞禮天主教會教堂，位于叙利亚阿勒颇的Ouroubeh区。
圣十字堂于1993年4月24日举行祝圣礼。该堂的设计者为阿勒颇-亚美尼亚建筑师萨尔基斯 Balmanougian。
到2010年4月，Nerses Zabbarian 神父是圣十字堂的本堂神父。